# Leo (Vorname)
Leo ist ein männlicher Vorname. Er wird jedoch auch als weibliche Kurzform verwendet.

## Herkunft und Bedeutung
Für den Namen Leo kommen verschiedene Herleitungen in Frage:
- von lateinisch leo „Löwe“[2][3]
- Kurzform germanischer Namen mit dem Element lew „Löwe“[2][3][4]
- Kurzform von Leopold[2][3]
- Kurzform von Leontius[3], siehe Leon

## Verbreitung

### Deutscher Sprachraum
In Deutschland gewann der Name Leo seit Ende der 1980er Jahre an Beliebtheit, jedoch erreichte er nie die Topränge. Im Jahr 2021 belegte Leo in den Vornamenscharts Rang 17.
Leo zählt in Österreich seit 2009 zur Top-50 der Vornamenscharts. Seitdem gewann er an Popularität, konnte jedoch nie die Top-10 erreichen. Im Jahr 2023 belegte er Rang 11 der Hitliste. Von 1984 bis 2023 wurde er 6.700 Mal gewählt.
In der Schweiz wird der Name seit 1930 alljährlich bei der Namenswahl berücksichtigt. In den 1930er Jahren lag er in den Top-100, danach sank seine Popularität. Seit Mitte der 1990er Jahre wird der Name immer beliebter und konnte sich wieder seit dem Jahr 1997 in den Top-100 unter den beliebtesten Jungennamen etablieren. In den Top-50 befindet er sich seit 2011 und seit 2022 dauerhaft in den Top-10. Zuletzt stand der Name auf Rang 6 der Hitliste. Von 1930 bis 2023 wurde er etwa 8.900 Mal vergeben. Die Vergabe ist auch in Liechtenstein nachgewiesen.

### International
Der Name Leo erfreut sich international großer Beliebtheit.
In Armenien trat der Name im Jahr 2019 mit Rang 28 in die Top-30 der Vornamenscharts ein. Im Jahr 2021 stand er zum zweiten Mal in Folge auf Rang 17 der Hitliste.
Der Name kommt in den USA seit 1880 dauerhaft in der Namensgebung vor. Von 1882 bis 1937 lag der Name Leo in den Top-100, danach ließ seine Popularität bis Mitte der 1990er Jahre stetig nach. Seitdem befindet sich der Name wieder im Aufwärtstrend und seit 2014 in den Top-100. Im Jahr 2023 belegte er sogar Rang 18.
In Kanada war der Name Leo bereits zu Beginn des 20. Jahrhunderts sehr beliebt. Im Jahr 1945 belegte er zuletzt eine Platzierung unter den 100 meistgewählten Jungennamen. In den 2010er Jahren begann ein steiler Aufstieg des Namens. Im Jahr 2012 trat er erneut in die Top-100 ein, sechs Jahre später erreichte seine Beliebtheit mit Rang 14 den Höhepunkt. Im Jahr 2019 stand Leo auf Rang 15 der Hitliste. Ein ähnliches Bild zeigt sich in Australien (Rang 5, Stand 2021) und Neuseeland (Rang 4, Stand 2021).
Auch im Vereinigten Königreich zählt Leo zu den beliebtesten Jungennamen. Wurde der Name in England und Wales in den 1990er Jahren noch relativ selten vergeben, stieg er nach der Jahrtausendwende in den Vornamenscharts auf. Im Jahr 2021 stand er zum vierten Mal in Folge auf Rang 6 der Hitliste. Ein ähnliches Bild zeigt sich auch in Nordirland. Hier belegte der Name im Jahr 2021 mit Rang 7 zum ersten Mal eine Top-10-Platzierung. In Schottland zählt Leo seit 2004 zu den 100 beliebtesten Jungennamen. Im Jahr 2021 erreichte der Name mit Rang 3 zum sechsten Mal in Folge eine Top-10-Platzierung. In Irland ist Leo seit 1964 regelmäßig in den Vornamenscharts. Seit 2010 wurde der Name immer beliebter, die beste Platzierung erzielte er im Jahr 2023 mit Rang 17.
In Finnland hat der Name sich unter den beliebtesten Jungennamen etabliert. Bereits seit 2009 zählt er zu den 10 beliebtesten Jungennamen und erreichte seitdem fünfmal den Spitzenrang (Stand 2021). Ein ähnliches Bild zeigt sich in Schweden, wo der Name jedoch etwas seltener vergeben wird (Rang 9, Stand 2021). Leo ist in der Namensgebung von Dänemark jedes Jahr anzutreffen. Seit 2018 liegt er in den Top-100. In Norwegen hat sich der Name seit 2005 in den Top-100 etabliert. Die beste Platzierung erzielte er im Jahr 2020 mit Rang 32.
In Spanien zählt Leo seit 2009 zu den 100 meistgewählten Jungennamen. Im Jahr 2021 erreichte der Name Rang 4 der Hitliste. Der Name befindet sich in Italien seit dem Jahr 2004 in den Top-200 mit einer stetig steigenden Tendenz. Seit 2019 hat er sich in den 100 beliebtesten Jungennamen etabliert. Im Jahr 2023 belegte er Rang 80.
Der Name kommt in Frankreich seit 1930 dauerhaft in den Vornamenscharts vor. Er galt viele Jahre als geläufig, aber eher mäßig beliebter Name. Seit Anfang der 1980er Jahre befindet er sich im Aufwärtstrend und seit 1992 stets in den Top-100. In die Top-10 rückte der Name Leo im Jahr 2009 auf und gehört aktuell zu den beliebtesten Jungennamen. In den letzten 10 Jahren wurden rund 46.300 Jungen so genannt. Der Name kommt in Belgien seit 1995 jährlich in den Hitlisten vor. Seit 2010 befindet er sich dauerhaft in den Top-100 und seit 2019 in den Top-20. In den Niederlanden wurde der Name seit 1930 jedes Jahr bei der Namenswahl berücksichtigt. Von 1930 bis zu den 1950er Jahren lag er regelmäßig in den Top-100, danach ging seine Popularität zurück. Seit einigen Jahren steigt seine Beliebtheit wieder. Im Jahr 2023 lag er auf Rang 120.
In Tschechien befand sich der Name von 1935 bis Mitte der 1960er Jahre in den Top-120, danach ließ seine Beliebtheit nach. Der Name befindet sich in Polen seit dem Jahr 2008 im Aufwärtstrend. Seit 2018 ist er in den Top-100 und seit dem Jahr 2023 in den Top-50. In der Slowakei belegt der Name seit 2012 dauerhaft einen Platz in den Top-50 der Hitlisten. Leo ist in Kroatien seit 2018 in den Top-30 der Hitlisten anzutreffen. Im Jahr 2023 lag er auf Rang 23. Der Name befindet sich in Slowenien seit 2012 im Aufwärtstrend. Von Rang 90 stieg er auf Rang 21 im Jahr 2023.

## Varianten

### Männliche Varianten
- Altgriechisch: Λέων Léōn, Λεόντιος Leóntios
- Armenisch: Լեւոն Levon, Լեո Leo
- Deutsch:
  - Eingedeutscht: Lio, Lion
- Französisch: Léon, Léonce, Léo
  - Diminutiv: Léonel, Lionel
- Georgisch: ლევან Lewan
- Italienisch: Leone, Leonzio
- Litauisch: Leonas
- Polnisch: Lew
- Portugiesisch
  - Diminutiv: Leonel
- Russisch: Леонтий Leontij, Лев Lew
- Diminutiv: Лёв Ljow
- Spanisch: León, Leoncio
  - Diminutiv: Leonel
- Tschechisch: Leoš

### Weibliche Varianten
- Altgriechisch: Λεοντία Leontía
- Deutsch: Leona, Leontine
- Englisch: Leona, Leone, Leontyne, Leola
- Französisch: Léonce, Léone, Léonne, Léontine
- Latein: Leontina
- Tschechisch: Leona, Leontýna

## Namenstage
- 19. April: nach Leo IX.
- 12. Juni: nach Leo III.
- 12. August: nach Leo Dehon
- 10. November: nach Leo I.

## Namensträger
Die Wikipedia-Datenbank enthält, Stand 2025, über 1500 Namensträger mit dem Vornamen Leo. Eine Liste aller Namensträger mit diesem Vornamen kann über die Wikipedia-Namenssuche ermittelt werden.

### Päpste
- Leo der Große (440–461), Heiliger
- Leo II. (682–683), Heiliger
- Leo III. (795–816), Heiliger
- Leo IV. (847–855), Heiliger
- Leo V. 903
- Leo VI. 928
- Leo VII. (936–939)
- Leo VIII. (963–965)
- Leo IX. (1049–1054), Heiliger
- Leo X. (1513–1521)
- Leo XI. 1605
- Leo XII. (1823–1829)
- Leo XIII. (1878–1903)
- Leo XIV. (2025–)

### Herrscher
- Leo I. (Byzanz) (401–474)
- Leo II. (Byzanz) (467–474)
- Leo III. (Byzanz) (680–741)
- Leo IV. (Byzanz) (750–780)
- Leo V. (Byzanz) (775–820)
- Leo VI. (Byzanz) (866–912)
- Leo I. (Armenien) (1129–1140)
- Leo II. (Armenien) (1187–1219)
- Leo I. von Galizien (ca. 1228–1301)
- Leon III. (Armenien) (1270–1289)
- Leon IV. (Armenien) (1301–1307)
- Leon V. (Armenien) (1320–1341)
- Leon VI. (Armenien) (1374–1393)

### Verschiedene
- Leo von Neapel (fl. 10. Jh.), Erzpriester
- Leo, Metropolit (10./11. Jhd.)

- Leo Aberer (* 1978), österreichischer Sänger
- Leo Africanus (eigentlich al-Hassan Ibn Muhammad al-Wessan; ≈1490 – n. 1554), arabischer Afrikareisender
- Léo Apotheker (* 1953), deutscher Manager
- Leo Baeck (1873–1956), deutscher Rabbiner, Sohn von Samuel Baeck
- Leo Ball (1927–2007), US-amerikanischer Jazzmusiker
- Leo Bardischewski (1914–1995), deutscher Schauspieler und Synchronsprecher
- Leo Beenhakker (1942–2025), niederländischer Fußballtrainer
- Leo Caesar, byzantinischer Prinz, siehe Basiliskos der Jüngere
- Leo Rolly Carnando, indonesischer Badmintonspieler
- Leo Cederholm (1852–1932), preußischer Offizier
- Leo Cella (1938–1968), italienischer Motorrad-, Rallye- und Automobilrennfahrer
- Léo Delibes (1836–1891), französischer Komponist
- Leo Diaconus (≈950–?), byzantinischer Geschichtsschreiber
- Leo Drabent (1899–1944), deutscher Werftarbeiter und Widerstandskämpfer
- Léo Errera (1858–1905), belgischer Botaniker
- Leo Esaki (* 1925), japanischer Physiker
- Leo Fall (1873–1925), österreichischer Komponist und Kapellmeister
- Leo Fernández (* 1973), argentinischer Pokerspieler
- Leo Ginsburg (1901–1979), russischer Dirigent und Hochschullehrer
- Leo Gooden (1929–1965), US-amerikanischer Sänger, Songwriter, Musikproduzent und Nachtclubbesitzer
- Leoš Janáček (1854–1928), tschechischer Komponist
- Leo Jordan (1874–1940), deutscher Romanist, Mediävist, Philosoph und Sprachwissenschaftler
- Leo Kirch (1926–2011), deutscher Medienunternehmer
- Leo Kocialkowski (1882–1958) – US-amerikanischer Politiker
- Leo Korn (1958–2008), österreichischer Sänger
- Leo Kowalski (1911–1986), deutscher Komponist und Pianist
- Leo Langer (1952–2024), deutscher Kirchenmusiker, Dirigent und Komponist
- Léo Lania (1896–1961), deutscher Autor
- Leo Leandros (* 1923), griechischer Komponist, Sänger, Texter und Musikproduzent
- Léo Legrand (* 1995), französischer Schauspieler
- Leo Löwenstein (1879–1956), deutscher Physiker und Chemiker
- Leo Maasburg (* 1948), österreichischer Geistlicher
- Léo Major (1921–2008), kanadischer Soldat
- Leo Margets (* 1983), spanische Pokerspielerin
- Leo Mathisen (1906–1969), dänischer Bandleader und Pianist
- Leo Mildenberg (1913–2001), deutscher Numismatiker, Münzhändler und Antikensammler
- Leo Mohr (1874–1918), deutscher Mediziner und Hochschullehrer
- Leo Neugebauer (* 2000), deutscher Zehnkämpfer
- Leo Nomellini (1924–2000), US-amerikanischer American-Football-Spieler
- Leo Pellegrino (* 1991), US-amerikanischer Baritonsaxophonist, auch bekannt als Leo P
- Leo Perutz (1882–1957), österreichischer Schriftsteller
- Leo Pröstler (* 1947), österreichischer Unternehmer und Umweltschützer
- Leo Riemens (1910–1985), niederländischer Kulturjournalist und Musikwissenschaftler
- Leo Sayer (* 1948), britischer Sänger
- Leo Schubert  (1885–1968),  deutscher Politiker (NSDAP)
- Leo Senden (1888–1944), belgischer römisch-katholischer Geistlicher und Märtyrer
- Leo Stein (1861–1921), österreichischer Librettist und Autor
- Leo Stein (1872–1947), US-amerikanischer Kunstsammler
- Leo Steinberg (1920–2011), US-amerikanischer Kunsthistoriker und -kritiker
- Leo Steinweg (1906–1945), deutscher Motorradrennfahrer
- Leo Sternberg (1876–1937), deutscher Schriftsteller und Poet
- Leo Suter (* 1993), britischer Schauspieler
- Leo Tindemans (1922–2014), belgischer Politiker
- Leo Tolstoi (1828–1910), russischer Schriftsteller
- Leo Trotzki (1879–1940), russisch-sowjetischer Revolutionär
- Leo Varadkar (* 1979), irischer Politiker und Ministerpräsident
- Leo Windtner (1950–2025), österreichischer Fußballfunktionär und Präsident des ÖFB
- Leo Witte (1926–1980), deutscher Jurist